# Viola, Illinois
Viola là một làng thuộc quận Mercer, tiểu bang Illinois, Hoa Kỳ. Năm 2010, dân số của làng này là 955 người.

## Dân số
Dân số qua các năm:
- Năm 2000: 956 người.
- Năm 2010: 955 người.